# 南越人
南越人，是古代中國岭南東部地区的主体部族，也是该地的原住民部落，源自百越，種族上属蒙古人种。“南越”是指南越部落，同時也是嶺北華夏部落对嶺南百越（亦称「百粤」）的諸部落总称，嶺南各部越人曾經建立西甌、雒越、南海國、文郎国與南越國等國家。
百越並非民族概念，只是古代南方各部落的泛称，或者说，是对主要居於中国南部及越南北部的古代越人总称。而南越人是百越的一支，居於漢地南部（廣東）。在中原华夏居民大量迁移到岭南以前，南越人一直是岭南東部地区的原住民 。
南越人是具有嶺南文化特色的古代部落，聚居于岭南，主要分布于廣東的珠江流域和韩江流域。雖然當時嶺南地區至少形成大約驩兜、縛婁、陽禹、伯慮、蒼梧、西嘔、儋耳、雕題（與儋耳同位於海南島）、駱越（主體位於今越南境內）等九個土邦，但仍是屬於原始社會的部落，并未發展出奴隸、封建制度的意義上國家，亦沒有私有制、經濟系統、軍隊、警察、法庭、監獄等國家元素。
随着秦始皇南征百越，中原居民持续南迁，原住民南越人与北方南來的嶺北中原移民长期杂居，於是嶺南東部的南越人逐漸與中原人融合形成漢民族，主要分布于现在的中国廣東，而嶺南西部的土著居民如西甌、雒越等部落后来各自演变为京族、黎族、壮族等民族，主要分布于现在的中国广西、海南、云南東南部及越南北部等地。
除了南越部落外，位於五嶺以南的嶺南西部百越部落還有西甌和雒越，先後建立文郎國與瓯骆国。